# Antoni Desvalls i de Vergós
Antoni Desvalls i de Vergós (el Poal, Pla d'Urgell, 21 de febrer de 1666 - Viena, 7 de juliol de 1724) fou un militar austriacista català, nomenat primer marquès del Poal.

## Biografia

### Orígens familiars
Antoni Desvalls i de Vergós va néixer al Poal el 21 de febrer de 1666, essent el primogènit d'Anton Desvalls i de Castellbell i d'Agnès de Vergós i de Bellafilla. El pare, Anton Desvalls, provenia d'una família de cavallers de Lleida i durant la guerra dels Segadors s'havia posicionat militarment en favor de les institucions catalanes. Acabada la guerra, es mantingué al servei del rei de França fins que va retornar a Catalunya l'any 1658. Es posicionà en favor de Joan Josep d'Àustria, que prengué el poder l'any 1677 com a primer ministre del seu mig germà Carles II, la qual cosa facilità l'obtenció de la patent de noblesa l'any 1681. Per part materna, Agnès de Vergós provenia d'una família de donzells d'Osona emparentada amb diverses famílies notables. Igual que els Desvalls, l'avi matern Dídac de Vergós havia participat en diverses accions militars durant la guerra dels Segadors en el bàndol català.
|  |                                                    |  |  |  |  |  |  |  |  |  |  |  |  |  |  |  |
|  | 8. Jeroni Desvalls i de Meca 1557 - 1605           |  |  |  |  |  |  |  |  |  |  |  |  |  |  |  |
|  |                                                    |  |  |  |  |  |  |  |  |  |  |  |  |  |  |  |
|  |                                                    |  |  |  |  |  |  |  |  |  |  |  |  |  |  |  |
|  | 4. Joan Baptista Desvalls i de Junyent 1598 - 1657 |  |  |  |  |  |  |  |  |  |  |  |  |  |  |  |
|  |                                                    |  |  |  |  |  |  |  |  |  |  |  |  |  |  |  |
|  |                                                    |  |  |  |  |  |  |  |  |  |  |  |  |  |  |  |
|  | 9. Elisabet de Junyent i Sapila                    |  |  |  |  |  |  |  |  |  |  |  |  |  |  |  |
|  |                                                    |  |  |  |  |  |  |  |  |  |  |  |  |  |  |  |
|  |                                                    |  |  |  |  |  |  |  |  |  |  |  |  |  |  |  |
|  | 2. Anton Desvalls i de Castellbell 1628 - 1685     |  |  |  |  |  |  |  |  |  |  |  |  |  |  |  |
|  |                                                    |  |  |  |  |  |  |  |  |  |  |  |  |  |  |  |
|  |                                                    |  |  |  |  |  |  |  |  |  |  |  |  |  |  |  |
|  | 10. Josep de Castellbell i Moliner                 |  |  |  |  |  |  |  |  |  |  |  |  |  |  |  |
|  |                                                    |  |  |  |  |  |  |  |  |  |  |  |  |  |  |  |
|  |                                                    |  |  |  |  |  |  |  |  |  |  |  |  |  |  |  |
|  | 5. Cecília de Castellbell i de Josa                |  |  |  |  |  |  |  |  |  |  |  |  |  |  |  |
|  |                                                    |  |  |  |  |  |  |  |  |  |  |  |  |  |  |  |
|  |                                                    |  |  |  |  |  |  |  |  |  |  |  |  |  |  |  |
|  | 11. Isabel de Josa                                 |  |  |  |  |  |  |  |  |  |  |  |  |  |  |  |
|  |                                                    |  |  |  |  |  |  |  |  |  |  |  |  |  |  |  |
|  |                                                    |  |  |  |  |  |  |  |  |  |  |  |  |  |  |  |
|  | 1. Antoni Desvalls i de Vergós 1666 - 1724         |  |  |  |  |  |  |  |  |  |  |  |  |  |  |  |
|  |                                                    |  |  |  |  |  |  |  |  |  |  |  |  |  |  |  |
|  |                                                    |  |  |  |  |  |  |  |  |  |  |  |  |  |  |  |
|  | 6. Dídac de Vergós i de Sorribes                   |  |  |  |  |  |  |  |  |  |  |  |  |  |  |  |
|  |                                                    |  |  |  |  |  |  |  |  |  |  |  |  |  |  |  |
|  |                                                    |  |  |  |  |  |  |  |  |  |  |  |  |  |  |  |
|  | 3. Agnès de Vergós i de Bellafilla                 |  |  |  |  |  |  |  |  |  |  |  |  |  |  |  |
|  |                                                    |  |  |  |  |  |  |  |  |  |  |  |  |  |  |  |
|  |                                                    |  |  |  |  |  |  |  |  |  |  |  |  |  |  |  |
|  | Josep de Bellafilla                                |  |  |  |  |  |  |  |  |  |  |  |  |  |  |  |
|  |                                                    |  |  |  |  |  |  |  |  |  |  |  |  |  |  |  |
|  |                                                    |  |  |  |  |  |  |  |  |  |  |  |  |  |  |  |
|  | 7. Maria de Bellafilla                             |  |  |  |  |  |  |  |  |  |  |  |  |  |  |  |
|  |                                                    |  |  |  |  |  |  |  |  |  |  |  |  |  |  |  |
|  |                                                    |  |  |  |  |  |  |  |  |  |  |  |  |  |  |  |

### Primers anys
Durant el regnat de Carles II fou patge del privat de Joan Josep d'Àustria i més tard ingressà a l'exèrcit, on assolí el grau de capità, juntament amb el seu germà Manuel.

### La Guerra de Successió espanyola
Quan començà la guerra de Successió es posà a favor de l'arxiduc Carles i aconseguí posar l'Urgell, la Segarra, el Segrià, la Ribagorça i la vall de Benasc sota l'obediència austriacista el 1705. Per la seva lleialtat, el 1706 obtingué el títol de vescomte, i poc temps després, el de marquès del Poal. S'encarregà de la defensa de Barcelona i va dirigir les campanyes de 1707 i 1710, i participà en la defensa de Cardona el 1711.
Amb la declaració de la guerra a ultrança, formà l'agost de 1713 el Regiment de cavalleria Sant Jaume, del qual fou nomenat coronel, per a la lluita a l'interior del país.
Amb el nomenament de Rafael Casanova i Comes com a Conseller en Cap de Barcelona, la ciutat canvià l'estratègia defensiva duta a terme fins llavors, a l'espera d'ajuda exterior, per una ofensiva, en la qual se sortiria a l'atac dels assetjants, a més d'organitzar un aixecament a l'interior per desgastar les línies d'aprovisionament i desviar efectius, mitjançant Antoni Desvalls que dugué a terme, com a coronel de cavalleria, diverses campanyes militars pel Principat amb els miquelets i el regiment de cavalleria La Fe del coronel Sebastià de Dalmau i Oller, entre les quals aconseguí la victòria a la batalla de Talamanca, presentant batalla als borbònics el 7 de maig en el Combat de Mura, derrotant la columna de Diego Gonzalez, després de fer una incursió sobre Manresa en la qual va derrotar el regiment borbònic napolità de Félix de la Escalera, es va dirigir posteriorment a Terrassa, i va ser atacat el dia 9 a Esparreguera per un destacament sortit de Martorell.
El gener del 1714 fou encarregat d'organitzar l'exèrcit català de l'interior, per tal de fer de suport a la Barcelona assetjada des de la rereguarda dels exèrcits borbònics, que encerclaven la capital catalana.
 Així començà una campanya militar, que va durar fins a la capitulació de Cardona del 18 de setembre d'aquell mateix any, la qual es desenvolupà sobretot a la Catalunya central. Les zones muntanyoses del Bages, Moianès, Lluçanès i bona part d'Osona foren escenari dels principals combats, que també s'estengueren cap als Vallès, els Penedès, part del Maresme, etc. Una de les principals batalles va tenir lloc a Talamanca el 13 i 14 d'agost del 1714, i provocà unes 600 baixes, entre morts i ferits, a les tropes filipistes.

### Exili
Quan Barcelona va caure, es va refugiar al castell i vila de Cardona, on el seu germà Manuel era governador. Amb ell i la guarnició de Cardona, i amb la major part dels oficials que havien participat en l'exèrcit català de l'interior, va capitular el 18 de setembre del 1714. Preferí l'exili, i s'embarcà cap a Gènova, i després a Viena. Continuà com a comandant militar a Àustria i el 1716 va combatre els turcs a Hongria, comandant una divisió imperial.

## Núpcies i descendència
El 19 de maig de 1692 es va casar amb Maria Antònia d'Alegre i de Càrcer, filla del noble Felip Ignasi d'Alegre i de Solà. El matrimoni tingué dos fills:
- Francesc Desvalls i d'Alegre (1700 - 1774), casat el 1739 amb Maria d'Ardena i de Llupià.
- Manuel Desvalls i d'Alegre (1703 - 1760), casat amb la comtessa Maria Francesca Henckel von Donnesmark, dama de l'emperadriu Maria Teresa.[20]

El casament de Francesc Desvalls amb Maria d'Ardena va permetre als Desvalls retornar a la vida aristocràrtica de la Catalunya borbònica. El fill de la parella, Joan Antoni Desvalls i d'Ardena, fou un il·lustre científic.
Per la seva banda, Manuel Desvalls i d'Alegre fou preceptor del futur emperador Josep II i morí a Viena sense descendència.